# Tour de France durante a Segunda Guerra Mundial
O Tour de France não foi realizado no período da Segunda Guerra Mundial, porque os organizadores se recusaram a organizar a competição durante a ocupação alemã na França. Como o Tour de France de 1940 já havia sido anunciado anteriormente, o surto da guerra tornou impossível sua realização. Os alemães se ofereceram para abrir as fronteiras entre a França ocupada pelos alemães no norte e na região sul para tentar manter um sentido de normalidade, mas L'Auto não aceitou. Outras competições foram realizadas como substituto. Após o fim da Segunda Guerra Mundial, L'Auto fechou as portas, pois a publicação de artigos era muito favorável aos alemães, e o governo francês assumiu os direitos para organizar o Tour. Dois jornais esportivos se interessaram nesses direitos, e cada um deles organizou um pequeno Tour de cinco etapas, e a competição realizada pela L'Équipe foi considerada a mais bem-sucedida e, portanto, ao L'Équipe foi dado o direito de organizar o Tour de France de 1947.

Logotipo oficial do Tour de France

## Antecedentes
Antes da Segunda Guerra Mundial, a situação política na Europa já teve a sua influência sobre o Tour de France. As razões políticas fizeram com que Itália, Alemanha e Espanha se recusassem a enviar equipes para disputar o Tour de France de 1939. O ciclista Gino Bartali, que venceu o Tour de France de 1938, estava entre os afetados. Henri Desgrange, o primeiro organizador do Tour de France, e Jacques Goddet, seu vice e substituto, prepararam o Tour para o mês de agosto de 1940.

## Corridas planejadas ou realizadas durante a ocupação

### Tour de France de 1940

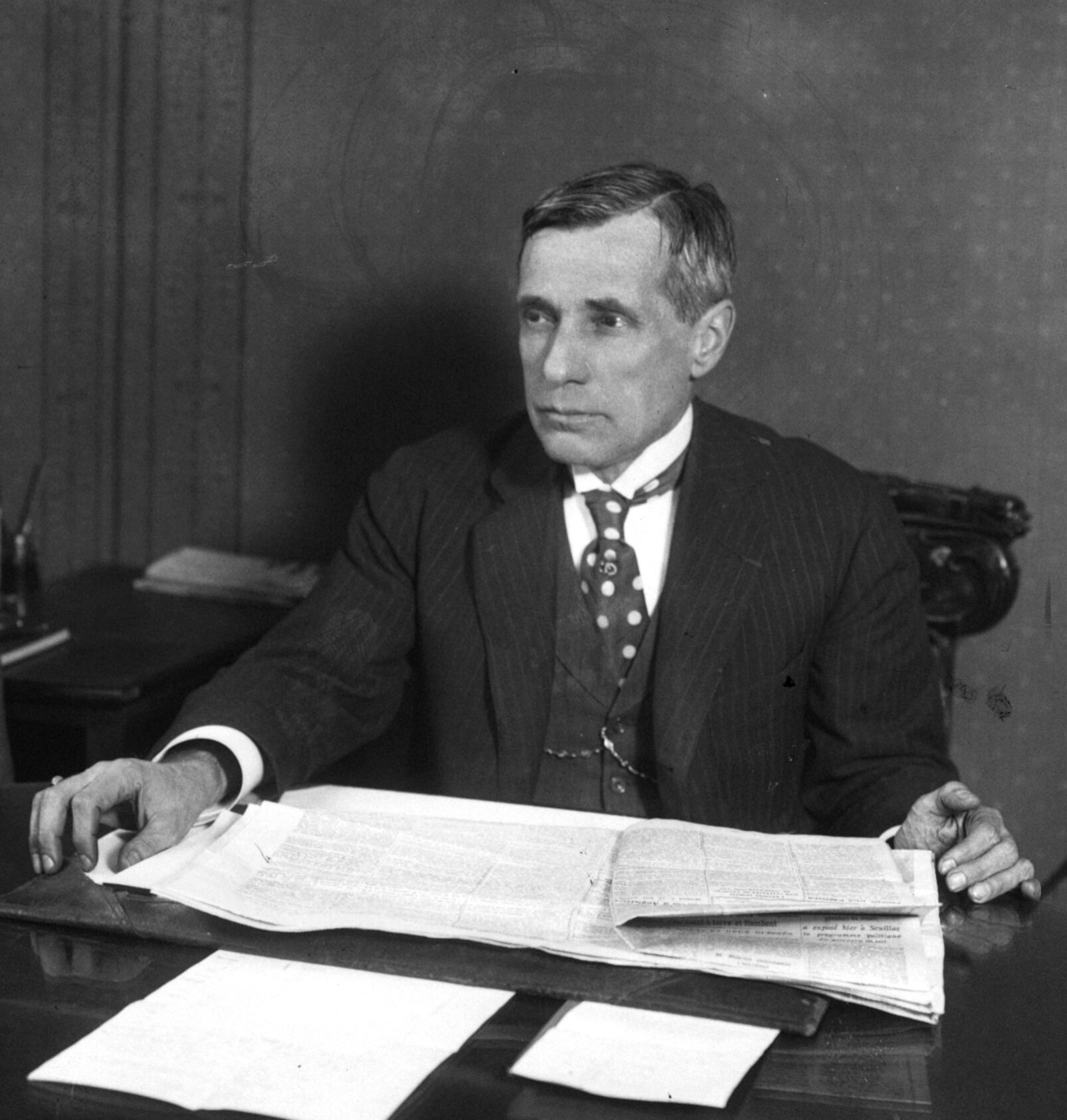
Henri Desgrange em 1914.

Henri Desgrange preparou Tour para 1940, após a guerra ter começado, mas antes de a França ter sido invadida. O percurso, aprovado pelas autoridades militares, incluía um trajeto ao longo da Linha Maginot. Os planos foram descartados após a invasão alemã. Os registros e os documentos do Tour foram levados para o sul para mantê-los seguros, mas nunca foram vistos novamente. Desgrange morreu em agosto de 1940, e seu sucessor, Jacques Goddet, inicialmente queria organizar o Tour durante a guerra, argumentando que o esporte deve se manter imparcial, após a guerra, foi analisado e declarado que, na verdade, os verdadeiros ganhadores foram Erwin Rommel e sua 7.ª Divisão Panzer (Alemanha), que estavam muitos dias a frente do ganhador.

### Tour de France de 1941
Em 1941, o jornal Paris-Soir, dirigido pelos alemães, tentou convencer o jornal L'Auto a coorganizar o Tour, mas Goddet não aceitou.

### Tour de France de 1942
A Propaganda Staffel alemã queria que o Tour fosse disputado, e eles ofereceram instalações que de outra forma eram negadas, na esperança de manter um sentido de normalidade. Eles se ofereceram para abrir as fronteiras entre a França ocupada pelos alemães no norte e a região sul, a nominalmente independente França de Vichy, para que o L'Auto pudesse organizar um Tour, junto com La France Socialiste, mas Goddet recusou. Ele estava, de qualquer maneira, com pouca operação para organizar uma corrida dessa escala, pois vários funcionários havia deixado o escritório de L'Auto em Paris.

### Circuit de France 1942
O jornal La France Socialiste, dirigido por Jean Leulliot, antigo colega de trabalho de Goddet no jornal L'Auto, não teve a mesma relutância e organizou a corrida por conta própria. Leulliot, que foi treinador da equipe francesa vencedora do Tour de 1937, tinha se tornado o chefe do esporte no La France Socialiste, que, apesar do nome, era um jornal de direita que simpatizava com os alemães. Leulliot convidou sessenta e nove ciclistas para disputar o Circuit de France, que decorreu de 28 de setembro a 4 de outubro de 1942, com mais de seis etapas e 1 650 quilômetros (1,030 milhas) de trajeto, com a largada saindo de Paris e parando em Le Mans, Poitiers, Limoges, Clermont-Ferrand, St-Étienne, Lyon e Dijon.
Um dos ciclistas, Émile Idée, disse ao escritor e também ciclista Jean Bobet que ele havia sido ameaçado pela Gestapo caso não participasse da corrida. Bobet disse: "Pedi para ele repeti-la para ver se eu tinha entendido. Eu estava atordoado [dans la tête ça fait tilt]!"
O Circuit de France foi realizado entre 28 de setembro e 4 de outubro de 1942 pela La France Socialiste tanto na zona ocupada como na França de Vichy, para passar o sentimento de nacionalidade. A competição continha seis equipes multinacionais e foi vencida por François Neuville. A inexperiência dos organizadores, combinado com o mau tempo e problemas logísticas, fez da corrida um desastre. Embora houvesse planos para realizar a corrida novamente em 1943, ela nunca foi realizada.
| Etapa | Trajeto                          | Distância       | Vencedor                                    |
| ----- | -------------------------------- | --------------- | ------------------------------------------- |
| 1     | Paris – Le Mans                  | 203 km (130 mi) | Guy Lapébie (FRA)                           |
| 2     | Le Mans – Poitiers               | 226 km (140 mi) | Frans Bonduel (BEL)                         |
| 3A    | Poitiers – Limoges               | 103 km (64 mi)  | Georges Guillier (FRA)                      |
| 3B    | Limoges – Clermont-Ferrand       | 163 km (100 mi) | Louis Caput (FRA)                           |
| 4     | Clermont-Ferrand – Saint Etienne | 203 km (130 mi) | François Neuville (BEL)                     |
| 5A    | Saint Etienne – Lyon             | 56 km (35 mi)   | Genial-Lucifer (contrarrelógio por equipes) |
| 5B    | Lyon – Dijon                     | 203 km (130 mi) | Albert Goutal (FRA)                         |
| 6     | Dijon – Paris                    | 358 km (220 mi) | Raymond Louviot (FRA)                       |

| Pos. | Nome                     | Tempo (Vel. média)        |
| ---- | ------------------------ | ------------------------- |
| 1    | François Neuville (BEL)  | 45h 32' 09" (33.270 km/h) |
| 2    | Louis Thiétard (FRA)     | +5' 23"                   |
| 3    | Louis Caput (FRA)        | +5' 31"                   |
| 4    | Frans Bonduel (BEL)      | +10' 26"                  |
| 5    | Léon Level (FRA)         | +10' 54"                  |
| 6    | Albertin Disseaux (BEL)  | +17' 10"                  |
| 7    | Raymond Louviot (FRA)    | +19' 50"                  |
| 8    | Jean-Marie Goasmat (FRA) | +28' 16"                  |
| 9    | Emile Idée (FRA)         | +34' 05"                  |
| 10   | Georges Guillier (FRA)   | +44' 51"                  |

Pierre Brambilla venceu a classificação de montanha.

### Tour de France de 1943
O Tour de France de 1943 não foi realizado, mas, em vez disso, o L'Auto criou no mesmo ano uma enquete entre os leitores para escolher a equipe perfeita para o Tour de France. Mais de cem mil participaram.

### Grand Prix du Tour de France 1943
Em 1943, o L'Auto organizou o que chamou de "Grand Prix du Tour de France" (Grande Prêmio). No final da temporada, uma camisa amarela foi dada ao ciclista com a melhor classificação geral. O vencedor foi Jo Goutorbe. Apesar de o Grand Prix du Tour de France ter sido organizado por Jacques Goddet, ele deixou claro que não se trata de um Tour de France oficial. O Grand Prix du Tour de France 1943 consistia das seguintes corridas:
- Paris–Roubaix
- GP de Provence
- Paris–Dijon
- Paris–Reims
- Paris–Tours
- Course dans Paris
- GP d'Auvergne
- GP des Alpes
- GP Industrie du Cycle

### Grand Prix du Tour de France
Em 1944, o Grand Prix du Tour de France foi realizado mais uma vez, mas não pôde ser concluído porque a libertação da França impediu a continuidade das corridas. Maurice De Simpelaere era o líder na época em que as corridas foram interrompidas.

## Tours candidatos após a libertação
Após a libertação francesa em 1944, o L'Auto se fechou e seus pertences, que inclui o Tour de France, foram apreendidos pelo estado pois a publicação de artigos era muito favorável aos alemães. Portanto, o governo passou a assumir todos os direitos do Tour. Jacques Goddet recebeu permissão para publicar outro jornal diário esportivo, o L'Équipe, mas havia uma pretendente rival para realizar o Tour: uma associação das revistas Sports e Miroir Sprint. Cada um deles organizou uma corrida. L'Équipe e Le Parisien Libéré tiveram "La Course du Tour de France", (A Corrida do Tour de France" – o mais próximo quanto ousaram chamar a corrida pelo nome original.), e Sports e Miroir Sprint ficaram com a "La Ronde de France". Ambas foram corridas de cinco etapas, a mais longa que o governo permitiria devido à escassez.

### Ronde de France
O Ronde de France foi realizado entre os dias 10 e 14 de julho de 1946. Os ciclistas se dividiram em equipes comerciais, mas as equipes comerciais receberam permissão para colocar na pista duas equipes, uma composta por ciclistas franceses, e outra composta por ciclistas estrangeiros. O vencedor foi Giulio Bresci, que também venceu duas etapas e a classificação de montanha.
| Etapa | Trajeto                | Distância       | Vencedor              | Líder                |
| ----- | ---------------------- | --------------- | --------------------- | -------------------- |
| 1     | Bordeaux – Pau         | 221 km (140 mi) | Elio Bertocchi (ITA)  | Elio Bertocchi (ITA) |
| 2     | Pau – Toulouse         | 300 km (190 mi) | Giulio Bresci (ITA)   | Giulio Bresci (ITA)  |
| 3     | Toulouse – Montpellier | 249 km (150 mi) | Raymond Louviot (FRA) | Giulio Bresci (ITA)  |
| 4     | Montpellier – Gap      | 274 km (170 mi) | Giulio Bresci (ITA)   | Giulio Bresci (ITA)  |
| 5     | Gap – Grenoble         | 277 km (170 mi) | Apo Lazarides (FRA)   | Giulio Bresci (ITA)  |

| Pos. | Nome                      | Tempo (Vel. média)        |
| ---- | ------------------------- | ------------------------- |
| 1    | Giulio Bresci (ITA)       | 45h 32' 09" (32.026 km/h) |
| 2    | Ezio Bertocchi (ITA)      | +4' 08"                   |
| 3    | Edouard Fachleitner (FRA) | +11' 24"                  |
| 4    | Pierre Cogan (FRA)        | +14' 14"                  |
| 5    | Apo Lazarides (FRA)       | +26' 50"                  |
| 6    | Giuseppe Tacca (ITA)      | +30' 48"                  |
| 7    | Augusto Introzzi (ITA)    | +44' 13"                  |
| 8    | Pierre Brambilla (ITA)    | +58' 42"                  |
| 9    | Maurice De Muer (FRA)     | +1h 02' 29"               |
| 10   | Petrus Van Verre (FRA)    | +1h 10' 13"               |

### La Course du Tour de France
A Course du Tour de France (em português:  Prova do Circuito da França), também conhecida como Monaco–Paris, foi realizado em 1946 pela Le Parisien Libéré em parceria com o L'Equipe. A competição tinha vários valores familiares aos velhos Tours de France: estavam presentes seis equipes nacionais e cinco equipes regionais franceses, e o líder da corrida também foi dado uma camisa amarela. A corrida foi vencida pelo ciclista francês Apo Lazarides, e o vencedor da classificação de montanha foi Jean Robic.
| Etapa | Trajeto                  | Distância       | Vencedor           | Líder               |
| ----- | ------------------------ | --------------- | ------------------ | ------------------- |
| 1     | Monaco – Digne           | 185 km (110 mi) | Aldo Baito (ITA)   | Aldo Baito (ITA)    |
| 2     | Digne – Briançon         | 219 km (140 mi) | René Vietto (FRA)  | René Vietto (FRA)   |
| 3     | Briançon – Aix-les-Bains | 263 km (160 mi) | Jean Robic (FRA)   | Jean Robic (FRA)    |
| 4     | Aix-les-Bains – Dijon    | 294 km (180 mi) | Adolfo Leoni (ITA) | Apo Lazarides (FRA) |
| 5     | Dijon – Paris            | 355 km (220 mi) | Adolfo Leoni (ITA) | Apo Lazarides (FRA) |

| Pos. | Nome                   | Tempo (Vel. média)        |
| ---- | ---------------------- | ------------------------- |
| 1    | Apo Lazarides (FRA)    | 44h 31' 42" (29.554 km/h) |
| 2    | René Vietto (FRA)      | +37' 59"                  |
| 3    | Jean Robic (FRA)       | +40' 25"                  |
| 4    | Lucien Teisseire (FRA) | +49' 58"                  |
| 5    | Emile Rol (FRA)        | +52' 07"                  |
| 6    | Aldo Baito (ITA)       | +54' 35"                  |
| 7    | Pierre Brambilla (ITA) | +57' 28"                  |
| 8    | Diego Marabelli (ITA)  | +1h 00' 11"               |
| 9    | Salvatore Crippa (ITA) | +1h 10' 59"               |
| 10   | Auguste Mallet (FRA)   | +1h 23' 53"               |